# Domínio de Suwa

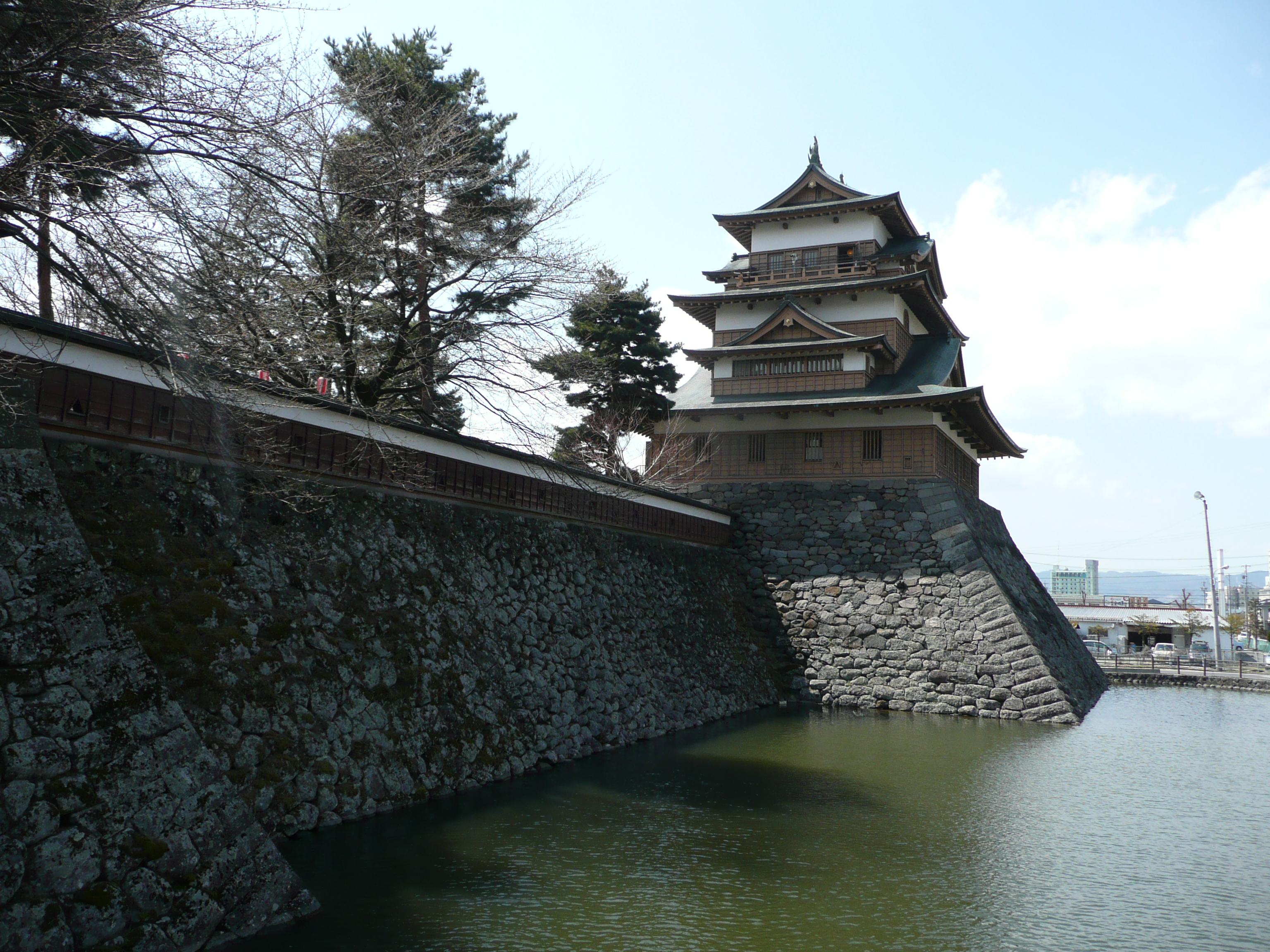
Castelo Takashima, lar do Daimyō de Suwa

Domínio de Suwa (诹访藩, Suwa-han) , também chamado de Domínio de Takashima (高岛藩, Takashima-han) , era um Han do período Edo da história do Japão . Localizava-se na província de Shinano, atual Nagano.

## Lista de Daimyōs
- Clã Hineno, 1590-1601 (tozama; 30,000 koku)[2]

1. Hineno Takayoshi (日根野 高吉)[2]
2. Hineno Yoshiaki (日根野 吉明)

- Clã Suwa, 1601-1871 (fudai; 30,000 koku)[3]

1. Suwa Yoritada[3]
2. Suwa Yorimizu (諏訪 頼水)
3. Suwa Tadatsune (諏訪 忠恒)
4. Suwa Tadaharu (諏訪 忠晴)
5. Suwa Tadatora (諏訪 忠虎)
6. Suwa Tadatoki (諏訪 忠林)
7. Suwa Tada'atsu (諏訪 忠厚)
8. Suwa Tadataka (諏訪 忠粛)
9. Suwa Tadamichi (諏訪 忠恕)
10. Suwa Tadamasa (諏訪 忠誠)
11. Suwa Tada'aya (諏訪 忠礼)